# Diastrophus rubi
Diastrophus rubi är en stekelart som först beskrevs av Bouche 1834.  Diastrophus rubi ingår i släktet Diastrophus och familjen gallsteklar. Arten är reproducerande i Sverige. Inga underarter finns listade i Catalogue of Life.

## Bildgalleri

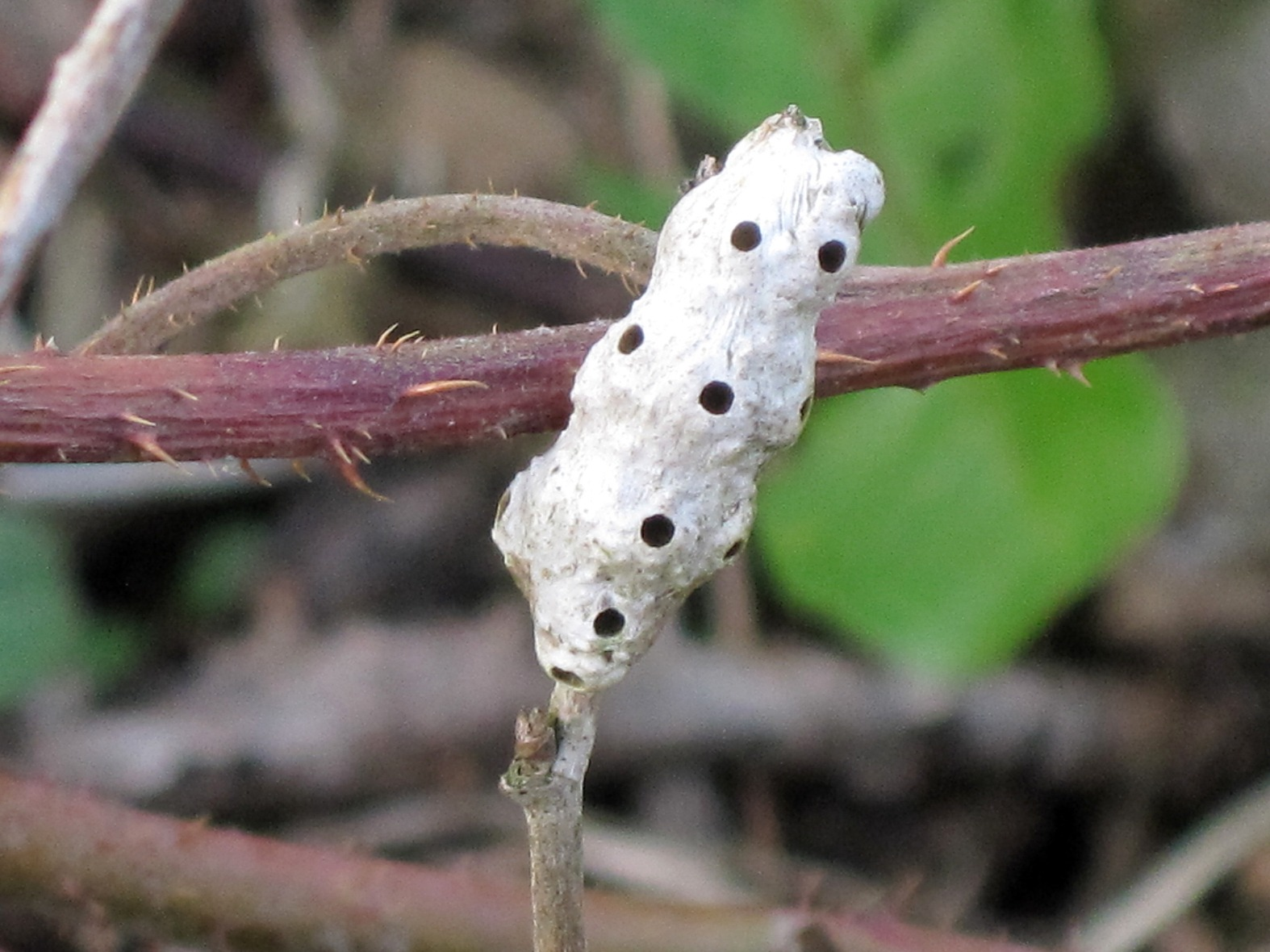